# Klondajk
Klondajk, ehemals Protiletadlová raketová základna Dobříš (deutsch Flugabwehrraketenstation Dobříš), ist ein ehemaliges Militärgebiet im Okres Příbram in Tschechien. Die ehemalige Flugabwehrraketenstellung des Warschauer Pakts befindet sich im Katastralgebiet von Dobříš, sieben Kilometer westlich von Mníšek pod Brdy bzw. acht Kilometer nördlich von Dobříš in der Brdská vrchovina.

## Geographie
Das Objekt liegt in 604 m n.m. auf einem Plateau zwischen den Gipfeln Jistevník (606 m n.m.) und Vrážky (577 m n.m.) im Wald Rochota in den Hřebeny. Die Hauptzufahrt erfolgte von Südwesten über eine am Hradec (628 m n.m.) von der Staatsstraße II/114 zwischen Dobříš und Hostomice abzweigende, eigens angelegte Kammstraße. Daneben nach bestand nach Nordosten hin noch ein Fahrweg nach Halouny.
Umliegende Orte sind Drahlovice, Skuhrov, Hatě, Hodyně und Svinaře im Norden, Halouny, Rochoty und Stříbrná Lhota im Nordosten, Kytín im Osten, Chouzavá und Voznice im Südosten, Knížecí Studánky, Vlaška, Brodce und das Wildgehege Aglaia im Süden, Trnová, Malý Chlumec und Velký Chlumec im Südwesten, Osov, Osovec und Vižina im Westen sowie Podbrdy im Nordwesten.

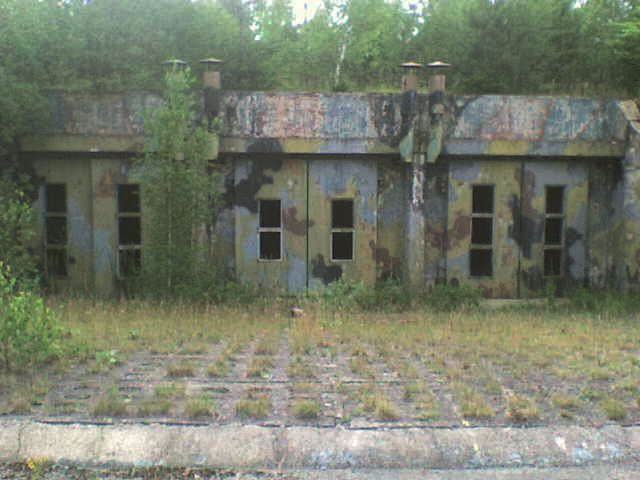
Verlassene Station Klondajk

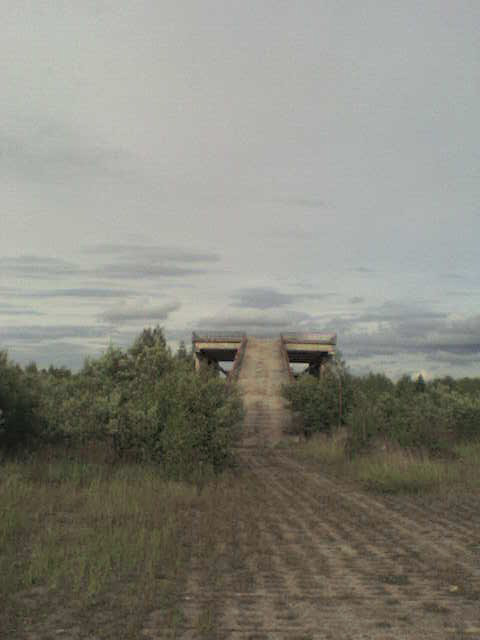
Ehemalige Rampe in Klondajk

## Geschichte
Während des Kalten Krieges wurden ab 1959 zur Verteidigung des Prager Luftraums die 71. Flugabwehrraketenabteilung mit Stationen in Kačice, Zdejcina, Přestavlky und Stará Huť eingerichtet.
Die Raketenbasis in den Hřebeny wurde in den Jahren 1981 bis 1985 unter militärischer Geheimhaltung inmitten der zur Stadt Dobříš gehörigen Wälder auf dem Hřebeny-Kamm errichtet. Dazu wurde auch der rote Kammwanderweg über die Hřebeny verlegt. Gesichert wurde das elf Hektar große Militärareal mit einer drei Meter hohen Betonmauer. Nach offiziell verbreiteten Falschinformationen sollte die Raketenbasis der Luftverteidigung von Prag dienen. Nach ihrer Fertigstellung wurde in dem mit 36 S-200-Langstreckenraketen ausgerüsteten Objekt, das Teil der Verteidigungslinie des Warschauer Pakts wurde, die aus der 17., 18. und 19. Flugabwehrraketenabteilung bestehende Einheit 5180 stationiert. Die Protiletadlová raketová základna Dobříš war die größte Flugabwehrraketenstation auf tschechoslowakischen Gebiet, wegen ihrer  Lage erhielt sie ab 1983 von den Wehrpflichtigen den an die Klondike Fields angelehnten Spitznamen Klondajk, mit dem das Areal nach der Auflösung der Raketenstation heute bezeichnet wird. Unterteilt war die Basis in einen Mannschaftsbereich mit Kaserne, Küche, Kino und Sporträumen, einen Technischen Bereich mit Feuerwehr und Tankstelle sowie den eigentlichen Feuerbereich mit den Raketendepots, unterirdischen Steuerungsräumen und drei 20 Meter hohen Betonrampen für den Radar. 1987 erhielt die Raketenbasis eine neue, sechs Kilometer lange asphaltierte Zufahrtsstraße von der Straße II/114 Dobříš - Hostomice. Im Zuge einer Umstrukturierung wurde die Raketenbasis 1995 der Einheit 4431 zugeordnet und die Langstreckenraketen durch Mittelstreckenraketen S-75 und Kurzstreckenraketen S-125 ersetzt. Im Jahre 2000 wurden die Station VÚ-4431 Dobříš Teil des Luftabwehrsystems der NATO. Im Herbst 2001 wurde die Auflösung der Raketenstation Dobříš bekannt gegeben. Die danach von einem zivilen Sicherheitsdienst bewachte Anlage wurde im Februar 2002 erstmals in beschränkten Rahmen der Öffentlichkeit zugänglich gemacht. Einige der Gebäude wurden danach an Privatpersonen vermietet. Mit der Stadt Dobříš erfolgten Verhandlungen wegen einer Übernahme des Areals. Im Zuge der Rückübertragung des Schlosses Dobříš an Jeromé Colloredo-Mansfeld wurde dieser auch wieder Eigentümer der Wälder nördlich des Wildgartens Aglaia. Der neue Eigentümer beabsichtigt den Rückbau von Klondajk und die Wiederaufforstung des Areals.